# Рустави (футбольный клуб, 2015)
«Рустави» — грузинский футбольный клуб из одноимённого города.

## История
Футбольный клуб «Рустави» был основан 3 июля 2015 года после того как прекратил существование вылетевший из Эровнули лиги (высшего грузинского дивизиона) «Металлург» (Рустави), проигравший переходной матч тбилисскому «Локомотиву» со счётом 0:5.
Дебютный сезон, 2015/16, в первой лиге, команда, костяк которой составляли местные молодые футболисты, начала под руководством тренера Георгия Мишвелидзе. Ближе к концу сезона «Рустави» возглавил Варлам Киласония, в сезоне 2014/15 тренировавший «Металлург». В переходном сезоне-2016 команда заняла 1-е место в своей группе, а в следующем году выиграла турнир, добившись выхода в высшую лигу.
В чемпионате 2018 года «Рустави» занял 7-е место. В следующем чемпионате занял 8-е место и, уступив в переходных матчах клубу «Телави» (0:1, 1:2), вылетел во вторую по уровню лигу, сменившую название на Эровнули лига 2.
В Эровнули лиге 2 в 2020 году команда заняла 4-е место, в 2021 году — 9-е, сохранив место в дивизионе лишь за счёт правила гостевого гола (0:0, 1:1, д. в.) в переходных матчах против «Колхети-1913». В 2022 году «Рустави» занял 7-е место, в переходных матчах уступил «Колхети» из Хоби (0:1, 0:1) и вылетел в Лигу 3. В феврале 2023 года главным тренером вновь стал Варлам Киласония. Заняв 3-е место в третьей лиге и уступив в переходных матчах тбилисскому «Локомотиву» (0:4, 4:3), «Рустави», тем не менее, получил место в Эровнули лиге 2 на сезон 2024 по причине неполучения лицензии «Шукурой»

## Результаты
| Чемпионат, первенство | Чемпионат, первенство     | Чемпионат, первенство | Чемпионат, первенство | Чемпионат, первенство | Чемпионат, первенство | Чемпионат, первенство | Чемпионат, первенство | Чемпионат, первенство       | Чемпионат, первенство       | Кубок      |
| Сезон                 | Лига                      | Место                 | И                     | В                     | Н                     | П                     | Мячи                  | О                           | Примечания                  | Кубок      |
| --------------------- | ------------------------- | --------------------- | --------------------- | --------------------- | --------------------- | --------------------- | --------------------- | --------------------------- | --------------------------- | ---------- |
| 2015/16               | Первая лига (Д-2)         | 9 из 18               | 34                    | 10                    | 13                    | 11                    | 33-33                 | 43                          |                             |            |
| 2016                  | Первая лига, белая группа | 1 из 9                | 16                    | 12                    | 2                     | 2                     | 40-15                 | 32                          | Снято 6 очков               |            |
| 2017                  | Эровнули лига 2 (Д-2)     | 1 из 10               | 36                    | 26                    | 5                     | 5                     | 72-25                 | 83                          | Выход в высшую лигу         | 1/4        |
| 2018                  | Эровнули лига             | 7 из 10               | 36                    | 8                     | 13                    | 15                    | 33-44                 | 37                          |                             | 4-й раунд  |
| 2019                  | Эровнули лига             | 8 из 10               | 36                    | 9                     | 11                    | 16                    | 40-56                 | 38                          |                             | 1/4        |
| 2019                  | переходные матчи          | переходные матчи      | 2                     | 0                     | 0                     | 2                     | 1-3                   | Вылет в Эровнули лигу 2     | Вылет в Эровнули лигу 2     | 1/4        |
| 2020                  | Эровнули лига 2           | 4 из 10               | 18                    | 7                     | 5                     | 6                     | 35-27                 | 26                          |                             | 2-й раунд  |
| 2021                  | Эровнули лига 2           | 9 из 10               | 36                    | 11                    | 6                     | 19                    | 46-58                 | 39                          |                             | 3-й раунд  |
| 2021                  | переходные матчи          | переходные матчи      | 2                     | 0                     | 2                     | 0                     | 1-1                   |                             |                             | 3-й раунд  |
| 2022                  | Эровнули лига 2           | 7 из 8                | 28                    | 6                     | 5                     | 17                    | 34-54                 | 22                          |                             | 1/4        |
| 2022                  | переходные матчи          | переходные матчи      | 2                     | 0                     | 0                     | 2                     | 0-2                   | Вылет в Лигу 3              | Вылет в Лигу 3              | 1/4        |
| 2023                  | Лига 3                    | 3 из 16               | 30                    | 19                    | 4                     | 7                     | 63-31                 | 61                          |                             | 1-й раунд  |
| 2023                  | переходные матчи          | переходные матчи      | 2                     | 1                     | 0                     | 1                     | 4-7                   | ↑ Переход в Эровнули лигу 2 | ↑ Переход в Эровнули лигу 2 | 1-й раунд  |
| 2024                  | Эровнули лига 2           | 3 из 16               | 36                    | 20                    | 5                     | 11                    | 62-41                 | 65                          |                             | 1/8 финала |
| 2024                  | переходные матчи          | переходные матчи      | 2                     | 0                     | 1                     | 1                     | 2-3                   |                             |                             | 1/8 финала |

В сезонах 2015/16 и 2016 в группе «Восток» Второй лиги (Д-3), а также в Кубке Грузии 2017, 2018 и 2019 принимала участие команда «Рустави-2».

## Известные игроки
- Хвича Кварацхелия[9][10]

## Главные тренеры
- Георгий Мишвелидзе (2015—2016)
- Варлам Киласония (2016—2017, 2018, 2019—2020, 2023—2025)
- Владимир Газзаев (2018)
- Уча Сосиашвили (2018)
- Бадри Кварацхелия (2019)
- Сулико Давиташвили (2020)
- Теймураз Махарадзе (2020)[11]
- Владимир Хачидзе (2021)[12]
- Армаз Джеладзе (?—2022)
- Валери Абрамидзе (2022)[13]
- Леван Джохадзе (2022)[14]
- Георгий Цецадзе (с 2025)[15]